# Kurt Svanström
Kurt Svanström (ur. 24 marca 1915, zm. 16 stycznia 1996) – szwedzki piłkarz, grający na pozycji pomocnika.

## Kariera klubowa
Podczas kariery piłkarskiej Kurt Svanström występował w Örgryte IS. 

## Kariera reprezentacyjna
W reprezentacji Szwecji Svanström zadebiutował 16 czerwca 1937 w wygranym 4-0 meczu Pucharu Nordyckiego z Finlandią. Był to udany debiut, gdyż Svanström w 82 min.zdobył trzecią bramkę dla Szwecji.
W 1938 József Nagy, ówczesny selekcjoner reprezentacji Szwecji powołał Svanströma na mistrzostwa świata. Na mundialu we Włoszech wystąpił w trzech meczach: ćwierćfinale z Kubą, półfinale z Węgrami oraz w meczu o trzecie miejsce z Brazylią.
Ostatni raz w reprezentacji zagrał 14 czerwca 1939 w przegranym 0-1 meczu 50-lecia DBU z Norwegią. W latach 1937–1939 wystąpił w reprezentacji w dziesięciu meczach, w których zdobył jedną bramkę.
| Mecze i gole w reprezentacji | Mecze i gole w reprezentacji | Mecze i gole w reprezentacji | Mecze i gole w reprezentacji | Mecze i gole w reprezentacji | Mecze i gole w reprezentacji | Mecze i gole w reprezentacji |
| #                            | Data                         | Miasto                       | Przeciwnik                   | Gol                          | Wynik                        |                              |
| ---------------------------- | ---------------------------- | ---------------------------- | ---------------------------- | ---------------------------- | ---------------------------- | ---------------------------- |
| 1.                           | 16.06.1937                   | Solna                        | Finlandia                    | Gol                          | 4:0                          | Puchar Nordycki, el. MŚ 1938 |
| 2.                           | 20.06.1937                   | Solna                        | Estonia                      |                              | 7:2                          | el. MŚ 1938                  |
| 3.                           | 23.06.1937                   | Warszawa                     | Polska                       |                              | 1:3                          | towarzyski                   |
| 4.                           | 27.06.1937                   | Bukareszt                    | Rumunia                      |                              | 2:2                          | towarzyski                   |
| 5.                           | 12.06.1938                   | Antibes                      | Kuba                         |                              | 8:0                          | MŚ 1938                      |
| 6.                           | 16.06.1938                   | Paryż                        | Węgry                        |                              | 1:5                          | MŚ 1938                      |
| 7.                           | 19.06.1938                   | Bordeaux                     | Brazylia                     |                              | 2:4                          | MŚ 1938                      |
| 8.                           | 02.06.1939                   | Solna                        | Norwegia                     |                              | 3:2                          | towarzyski                   |
| 9.                           | 09.06.1939                   | Solna                        | Finlandia                    |                              | 5:1                          | Puchar Nordycki              |
| 10.                          | 14.06.1939                   | Kopenhaga                    | Norwegia                     |                              | 0:1                          | Mecz 50-lecia DBU            |